# عصيم (عجلون)
عصيم منطقة سكنية تقع في لواء قصبة عجلون، محافظة عجلون في الأردن. تنتمي المنطقة لقضاء عرجان الذي يضم 8 مناطق. يقدر عدد سكانها بـ 1169 نسمة حسب إحصاء 2015.

## الوصلات الخارجية
- دائرة الاحصاءات العامة